# Plácido Domingo

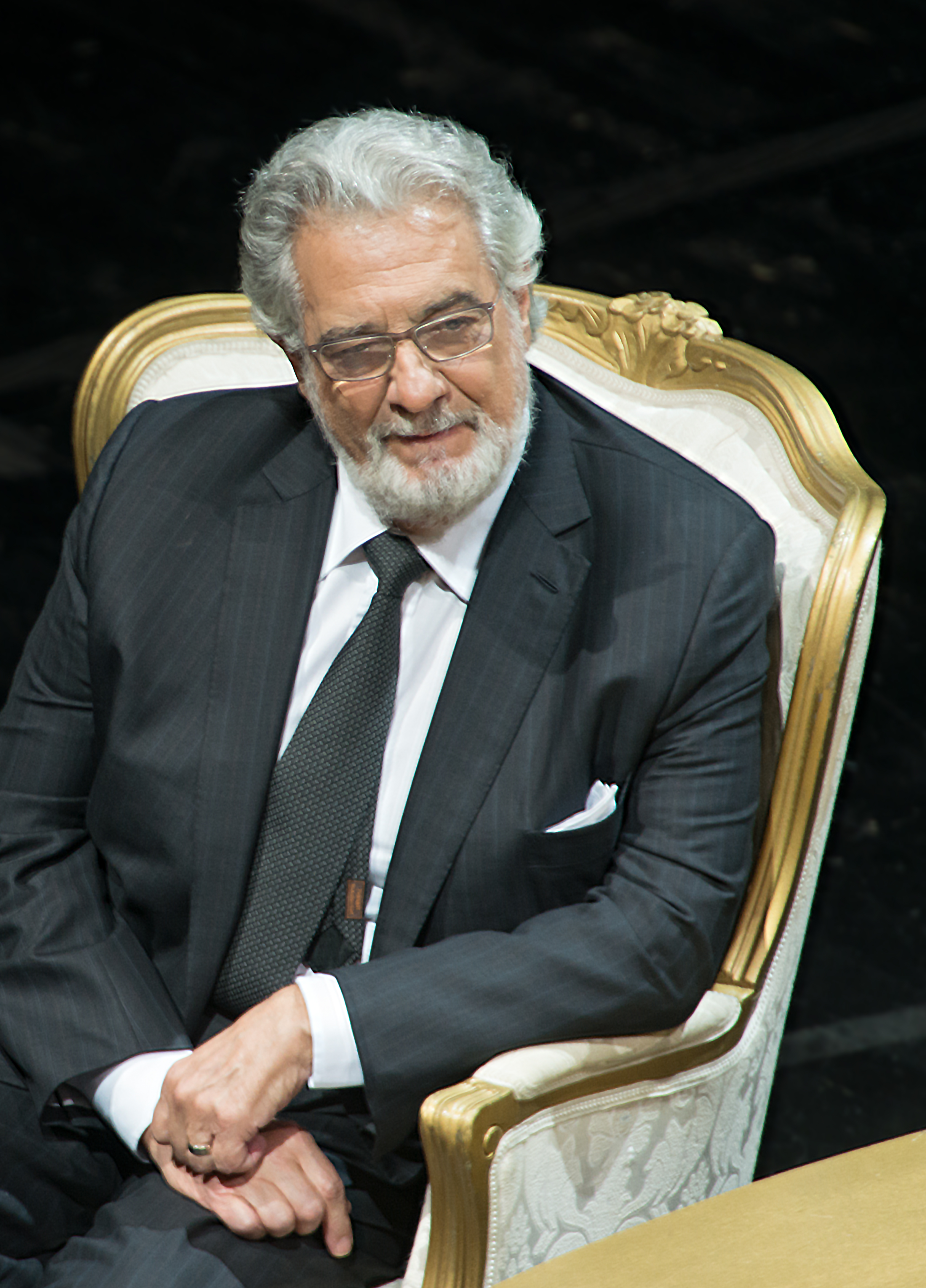
Placido Domingo 2014

Plácido Domingo (Madrid, 21 januari 1941) is een wereldberoemd Spaans operazanger en dirigent. Hij is bekend om zijn veelzijdigheid als tenor; zijn repertoire omvat rollen in het Frans (Carmen, Faust, Werther, Les contes d'Hoffmann), Duits (Lohengrin, Parsifal), Spaans (Pepita Jiménez), Italiaans (Tosca, Il trovatore, Don Carlos, Otello) en het Russisch (Jevgeni Onegin, Queen of spades)
Hij werd geboren in Madrid, Spanje, maar verhuisde als kind met zijn familie naar Mexico. In Mexico-Stad studeerde hij aan het conservatorium. Hij leerde piano spelen en dirigeren, maar maakte zijn podiumdebuut als tenor in 1959 als Alfredo in La traviata. In 1962 sloot hij zich aan bij de Israëlische Nationale Opera, en trad daarmee voor het eerst op in New York in 1965. Hij maakte zijn debuut aan het Teatro alla Scala in 1969 en bij Covent Garden in 1971.

## Carrière
In 1981 bereikte hij ook aanzienlijke bekendheid buiten de operawereld toen hij het lied Perhaps Love als duet met de jongere Amerikaanse volks-/popmuziekzanger John Denver registreerde. Domingo werd buiten de operawereld beroemd als een van De Drie Tenoren, samen met Luciano Pavarotti en José Carreras.
In 1987 nam Domingo in Salzburg een Kerstspecial op met Julie Andrews en John Denver.
Bij de sluitingsceremonie van de Olympische Zomerspelen 1992 in Barcelona zong Plácido Domingo de Olympische hymne bij het strijken van de Olympische vlag.
In 2007 zong hij in de aflevering The Homer of Seville van de populaire Amerikaanse animatiereeks The Simpsons om aan Homer Simpson, die over een uitzonderlijk operatalent blijkt te beschikken, een nieuwe klank te laten horen. Homer geeft hem tips en Domingo hoopt dat hij ook ooit zo kan zingen als Homer.
Bij de sluitingsceremonie van de Olympische Zomerspelen 2008 in Peking zong Domingo een duet met de Chinese operazangeres Song Zuying. Ze zongen The Flame of Love, dat speciaal geschreven werd voor deze Olympische Spelen. De teksten zijn geschreven door Song Xiaoming en Yuan Yuan. De muziek is van de hand van Bian Liunian en Klaus Badelt.
In 2009 was Plácido Domingo de eerste winnaar van de Birgit Nilsson-prijs die wordt uitgereikt voor "uitzonderlijke bijdragen aan de wereld van de opera". Operazangeres Birgit Nilsson, die in 2005 overleed, koos zelf de laureaat van de eerste editie. Haar keuze stak ze voor haar dood in een verzegelde enveloppe.
Eind september 2019 kondigde Domingo te zullen stoppen met zijn optredens bij de Metropolitan Opera in New York nadat hij door diverse vrouwen was beschuldigd van ongepast gedrag. Een week later stopte hij om dezelfde reden als directeur van de Los Angeles Opera. In februari 2020 gaf hij toe te ver te zijn gegaan en bood publiekelijk zijn excuses aan.

## Repertoire
Als een van de veelzijdigste tenoren heeft Domingo 147 rollen gezongen, in het Italiaans, Frans, Duits, Engels, Spaans en Russisch. Zijn belangrijkste repertoire zijn echter het Italiaanse (Otello, Cavaradossi in Tosca, Don Carlos, Des Grieux in Manon Lescaut, Dick Johnson in La Fanciulla del West, Radames in Aida), het Franse (Faust, Werther, Don José in Carmen, Samson in Samson et Dalila), en het Duitse (Lohengrin, Parsifal, en Siegmund in Die Walküre). Hij voegt nog steeds rollen toe aan zijn repertoire; de jongste was Georg Friedrich Händels Tamerlano met "Bajazet" op 26 maart 2008 aan het Teatro Real.
| Jaar | #   | Titel                              | Componist    | Rol                    | Debuutdatum       | Operahuis / Studio-opname           | Locatie                 |
| ---- | --- | ---------------------------------- | ------------ | ---------------------- | ----------------- | ----------------------------------- | ----------------------- |
| 1959 | 1   | Rigoletto                          | Verdi        | Borsa                  | 23 september 1959 | Palacio de Bellas Artes             | Mexico City             |
| 1959 | 2   | Dialogues des Carmélites           | Poulenc      | Chaplain               | 21 oktober 1959   | Palacio de Bellas Artes             | Mexico City             |
| 1960 | 3   | Die lustige Witwe                  | Lehár        | Danilo, Camille        | 1960              | Palacio de Bellas Artes             | Mexico City             |
| 1960 | 4   | Turandot                           | Puccini      | Altoum                 | 11 september 1960 | Teatro de la Ciudad                 | Monterrey               |
| 1960 | 5   | Turandot                           | Puccini      | Pang                   | 1 oktober 1960    | Teatro de la Ciudad                 | Monterrey               |
| 1960 | 6   | Lucia di Lammermoor                | Donizetti    | Normanno               | 5 oktober 1960    | Teatro de la Ciudad                 | Monterrey               |
| 1960 | 7   | La traviata                        | Verdi        | Gastone                | 8 oktober 1960    | Teatro de la Ciudad                 | Monterrey               |
| 1960 | 8   | Carmen                             | Bizet        | Remendado              | 15 oktober 1960   | Teatro de la Ciudad                 | Monterrey               |
| 1960 | 9   | Otello                             | Verdi        | Cassio                 | 17 oktober 1960   | Teatro de la Ciudad                 | Monterrey               |
| 1961 | 10  | La traviata                        | Verdi        | Alfredo                | 19 mei 1961       | Teatro de la Ciudad                 | Monterrey               |
| 1961 | 11  | El Ultimo sueno                    | Vázquez      | Enrique                | 28 mei 1961       | Palacio de Bellas Artes             | Mexico City             |
| 1961 | 12  | Amelia goes to the ball            | Menotti      | Lover                  | 28 juni 1961      | Palacio de Bellas Artes             | Mexico City             |
| 1961 | 13  | Fedora                             | Giordano     | Désire, Baron Rouvel   | 2 juli 1961       | Palacio de Bellas Artes             | Mexico City             |
| 1961 | 14  | Boris Godoenov                     | Moessorgski  | Simpleton, Shuisky     | 8 augustus 1961   | Palacio de Bellas Artes             | Mexico City             |
| 1961 | 15  | Andrea Chénier                     | Giordano     | Abbé, Incredibile      | 15 augustus 1961  | Palacio de Bellas Artes             | Mexico City             |
| 1961 | 16  | Tosca                              | Puccini      | Spoletta               | 21 augustus 1961  | Palacio de Bellas Artes             | Mexico City             |
| 1961 | 17  | Madama Butterfly                   | Puccini      | Goro                   | 15 september 1961 | Palacio de Bellas Artes             | Mexico City             |
| 1961 | 18  | Tosca                              | Puccini      | Cavaradossi            | 30 september 1961 | Palacio de Bellas Artes             | Mexico City             |
| 1962 | 19  | La bohème                          | Puccini      | Rodolfo                | 4 maart 1962      | Palacio de Bellas Artes             | Mexico City             |
| 1962 | 20  | Così fan tutte                     | Mozart       | Ferrando               | 10 mei 1962       | Palacio de Bellas Artes             | Mexico City             |
| 1962 | 21  | Adriana Lecouvreur                 | Cilea        | Maurizio               | 17 mei 1962       | Palacio de Bellas Artes             | Mexico City             |
| 1962 | 22  | Trittico Francescano               | Refice       |                        | 1 oktober 1962    | Teatro Degollado                    | Guadalajara             |
| 1962 | 23  | Madama Butterfly                   | Puccini      | Pinkerton              | 7 oktober 1962    | Teatro Isauro Martínez              | Torreón                 |
| 1962 | 24  | Lucia di Lammermoor                | Donizetti    | Edgardo                | 26 november 1962  | Fort Worth Opera                    | Fort Worth              |
| 1963 | 25  | Carmen                             | Bizet        | Don José               | 25 juni 1963      | Israeli Opera House                 | Tel Aviv                |
| 1963 | 26  | Don Giovanni                       | Mozart       | Don Ottavio            | 21 september 1963 | Israeli Opera House                 | Tel Aviv                |
| 1963 | 27  | Faust                              | Gounod       | Faust                  | 3 december 1963   | Israeli Opera House                 | Tel Aviv                |
| 1964 | 28  | Les pêcheurs de perles             | Bizet        | Nadir                  | 21 januari 1964   | Israeli Opera House                 | Tel Aviv                |
| 1964 | 29  | Jevgeni Onegin                     | Tsjaikovski  | Lenski                 | 5 september 1964  | Israeli Opera House                 | Tel Aviv                |
| 1965 | 30  | Cavalleria rusticana               | Mascagni     | Turiddu                | 21 januari 1965   | Israeli Opera House                 | Tel Aviv                |
| 1965 | 31  | Samson et Dalila                   | Saint-Saëns  | Samson                 | 30 juli 1965      | Chautauqua Opera                    | Chautauqua              |
| 1965 | 32  | Les contes d'Hoffmann              | Offenbach    | Hoffmann               | 7 september 1965  | Palacio de Bellas Artes             | Mexico City             |
| 1966 | 33  | La Mulata de Córdoba               | Mancayo      | Sandi, Moreno, Moncayo | 1 januari 1966    | Gran Teatre del Liceu               | Barcelona               |
| 1966 | 34  | Don Rodrigo                        | Ginastera    | Don Rodrigo            | 22 februari 1966  | New York City Opera                 | New York                |
| 1966 | 35  | Andrea Chénier                     | Giordano     | Andrea Chénier         | 3 maart 1966      | New Orleans Opera                   | New Orleans             |
| 1966 | 36  | Hippolyte et Aricie                | Rameau       | Hippolyte              | 6 april 1966      | Boston Opera House                  | Boston                  |
| 1966 | 37  | Pagliacci                          | Leoncavallo  | Canio                  | 9 augustus 1966   | Metropolitan Opera                  | New York                |
| 1966 | 38  | Il barbiere di Siviglia            | Rossini      | Almaviva               | 16 september 1966 | Teatro Degollado                    | Guadalajara             |
| 1966 | 39  | Anna Bolena                        | Donizetti    | Lord Percy             | 15 november 1966  | Metropolitan Opera                  | New York                |
| 1967 | 40  | Il tabarro                         | Puccini      | Luigi                  | 8 maart 1967      | Metropolitan Opera                  | New York                |
| 1967 | 41  | Aida                               | Verdi        | Radames                | 11 mei 1967       | Hamburgische Staatsoper             | Hamburg                 |
| 1967 | 42  | Don Carlos                         | Verdi        | Don Carlos             | 19 mei 1967       | Wiener Staatsoper                   | Wenen                   |
| 1967 | 43  | Un ballo in maschera               | Verdi        | Riccardo               | 31 mei 1967       | Berliner Staatsoper                 | Berlijn                 |
| 1968 | 44  | Lohengrin                          | Wagner       | Lohengrin              | 14 januari 1968   | Hamburgische Staatsoper             | Hamburg                 |
| 1968 | 45  | Manon Lescaut                      | Puccini      | Des Grieux             | 15 februari 1968  | Connecticut Opera                   | Hartford                |
| 1968 | 46  | Il trovatore                       | Verdi        | Manrico                | 14 maart 1968     | New Orleans Opera                   | New Orleans             |
| 1969 | 47  | Rigoletto                          | Verdi        | Il Duca                | 2 januari 1969    | Hamburgische Staatsoper             | Hamburg                 |
| 1969 | 48  | La forza del destino               | Verdi        | Don Alvaro             | 18 januari 1969   | Hamburgische Staatsoper             | Hamburg                 |
| 1969 | 49  | Manon                              | Massenet     | Des Grieux             | 20 februari 1969  | Metropolitan Opera                  | New York                |
| 1969 | 50  | Turandot                           | Puccini      | Calaf                  | 16 juli 1969      | Arena van Verona                    | Verona                  |
| 1969 | 51  | Ernani                             | Verdi        | Ernani                 | 7 december 1969   | Teatro alla Scala                   | Milaan                  |
| 1970 | 52  | Oberon                             | Weber        | Hüon                   | maart 1970        | Bayerischer Rundfunk studio         | Studio                  |
| 1970 | 53  | La Gioconda                        | Ponchielli   | Enzo                   | 14 mei 1970       | Teatro Real                         | Madrid                  |
| 1970 | 54  | Roberto Devereux                   | Donizetti    | Devereux               | 15 oktober 1970   | New York City Opera                 | New York                |
| 1971 | 55  | Der Rosenkavalier                  | R. Strauss   | Italiaanse zanger      | maart 1971        |                                     | Studio                  |
| 1971 | 56  | I Lombardi alla prima crociata     | Verdi        | Oronte                 | juli 1971         | Royal Philharmonic, Londen          | Studio                  |
| 1971 | 57  | Luisa Miller                       | Verdi        | Rodolfo                | 4 november 1971   | Metropolitan Opera                  | New York                |
| 1972 | 58  | Giovanna d'Arco                    | Verdi        | Carlo VII              | augustus 1972     |                                     | Studio                  |
| 1972 | 59  | Los Claveles                       | Serrano      | Fernando               | 1972              |                                     | Studio                  |
| 1972 | 60  | La dolorosa                        | Serrano      | Rafael                 | 1972              |                                     | Studio                  |
| 1973 | 61  | Francesca da Rimini                | Zandonai     | Paolo                  | 22 maart 1973     | Metropolitan Opera                  | New York                |
| 1973 | 62  | L'Africaine                        | Meyerbeer    | Vasco da Gama          | 3 november 1973   | War Memorial Opera House            | San Francisco           |
| 1974 | 63  | I Vespri Siciliani                 | Verdi        | Arrigo                 | 9 april 1974      | Palais Garnier                      | Parijs                  |
| 1974 | 64  | Mefistofele                        | Boito        | Faust                  | juli 1974         |                                     | Studio                  |
| 1974 | 65  | Roméo et Juliette                  | Gounod       | Roméo                  | 28 september 1974 | Metropolitan Opera                  | New York                |
| 1974 | 66  | La Fanciulla del West              | Puccini      | Dick Johnson           | 26 november 1974  | Teatro Regio di Torino              | Turijn                  |
| 1975 | 67  | La Navarraise                      | Massenet     | Araquil                | 1975              |                                     | Studio                  |
| 1975 | 68  | Otello                             | Verdi        | Otello                 | 28 september 1975 | Hamburgische Staatsoper             | Hamburg                 |
| 1976 | 69  | Gianni Schicchi                    | Puccini      | Rinuccio               | 1976              |                                     | Studio                  |
| 1976 | 70  | Louise                             | Charpentier  | Julien                 | 1976              |                                     | Studio                  |
| 1976 | 71  | Macbeth                            | Verdi        | Macduff                | 1976              |                                     | Studio                  |
| 1976 | 72  | Die Meistersinger von Nürnberg     | Wagner       | Walther von Stolzing   | maart 1976        |                                     | Studio                  |
| 1976 | 73  | Le Cid                             | Massenet     | Don Rodrigue           | 8 maart 1976      | Opera Orchestra of New York         | Carnegie Hall, New York |
| 1976 | 74  | L'amore dei tre re                 | Montemezzi   | Avito                  | juli 1976         |                                     | Studio                  |
| 1977 | 75  | L'elisir d'amore                   | Donizetti    | Nemorino               | 1977              |                                     | Studio                  |
| 1977 | 76  | Fedora                             | Giordano     | Loris                  | 15 februari 1977  | Gran Teatre del Liceu               | Barcelona               |
| 1977 | 77  | Werther                            | Massenet     | Werther                | 18 december 1977  | Bayerische Staatsoper               | München                 |
| 1978 | 78  | La damnation de Faust              | Berlioz      | Faust                  | januari 1978      |                                     | Studio                  |
| 1979 | 79  | Le Villi                           | Puccini      | Roberto                | juni 1979         |                                     | Studio                  |
| 1979 | 80  | Requiem                            | Berlioz      | Tenorpartij            | juni 1979         |                                     | Studio                  |
| 1979 | 81  | Béatrice et Bénédict               | Berlioz      | Bénédict               | juli 1979         |                                     | Studio                  |
| 1979 | 82  | Il Giuramento                      | Mercadante   | Viscardo               | 9 september 1979  | Wiener Staatsoper                   | Wenen                   |
| 1980 | 83  | El Poeta                           | Torroba      | José de Espronceda     | 19 juni 1980      | Teatro Real                         | Madrid                  |
| 1981 | 84  | Norma                              | Bellini      | Pollione               | 21 september 1981 | Metropolitan Opera                  | New York                |
| 1982 | 85  | La rondine                         | Puccini      | Ruggero                | 1982              |                                     | Studio                  |
| 1982 | 86  | Nabucco                            | Verdi        | Ismaele                | mei 1982          |                                     | Studio                  |
| 1982 | 87  | Les Troyens                        | Berlioz      | Enée                   | 26 september 1983 | Metropolitan Opera                  | New York                |
| 1986 | 88  | Die Fledermaus                     | J. Strauss   | Alfred                 | april 1986        |                                     | Studio                  |
| 1986 | 89  | Goya                               | Menotti      | Goya                   | 15 november 1986  | Washington National Opera           | Washington              |
| 1988 | 90  | Iris                               | Mascagni     | Osaka                  | 1988              |                                     | Studio                  |
| 1988 | 91  | Tannhäuser                         | Wagner       | Tannhäuser             | april 1988        |                                     | Studio                  |
| 1989 | 92  | Die Frau ohne Schatten             | R. Strauss   | Der Kaiser             | maart 1989        |                                     | Studio                  |
| 1990 | 93  | Man of La Mancha                   | Leigh        | Don Quixote            | juni 1990         |                                     | Studio                  |
| 1991 | 94  | Der Fliegende Holländer            | Wagner       | Erik                   | februari 1991     |                                     | Studio                  |
| 1991 | 95  | Parsifal                           | Wagner       | Parsifal               | 14 maart 1991     | Metropolitan Opera                  | New York                |
| 1992 | 96  | Il barbiere di Siviglia            | Rossini      | Figaro                 | februari 1992     |                                     | Studio                  |
| 1992 | 97  | El Gato Montés                     | Penella      | Rafaele Ruiz           | 7 augustus 1992   | Seville Opera                       | Seville                 |
| 1992 | 98  | Die Walküre                        | Wagner       | Siegmund               | 19 december 1992  | Wiener Staatsoper                   | Wenen                   |
| 1993 | 99  | Stiffelio                          | Verdi        | Stiffelio              | 21 oktober 1993   | Metropolitan Opera                  | New York                |
| 1994 | 100 | Doña Francisquita                  | Vives        | Fernando               | februari 1994     |                                     | Studio                  |
| 1994 | 101 | La Verbena de la Paloma            | Bretón       | Julian                 | april 1994        |                                     | Studio                  |
| 1994 | 102 | Il Guarany                         | Gomes        | Pery                   | 5 juni 1994       | Bonn Opera House                    | Bonn                    |
| 1994 | 103 | Idomeneo                           | Mozart       | Idomeneo               | 1 november 1994   | Metropolitan Opera                  | New York                |
| 1994 | 104 | Hérodiade                          | Massenet     | Jean                   | 8 november 1994   | War Memorial Opera House            | San Francisco           |
| 1995 | 105 | Luisa Fernanda                     | Torroba      | Javier                 | 1995              |                                     | Studio                  |
| 1995 | 106 | Simon Boccanegra (versie van 1881) | Verdi        | Adorno                 | 19 januari 1995   | Metropolitan Opera                  | New York                |
| 1996 | 107 | La Tabernera del Puerto            | Sorozábal    | Leandro                | 1996              |                                     | Studio                  |
| 1997 | 108 | Simon Boccanegra (versie van 1857) | Verdi        | Adorno                 | 28 juni 1997      | Royal Opera House                   | Londen                  |
| 1997 | 109 | Divinas Palabras                   | Abril        | Lucero                 | 18 oktober 1997   | Teatro Real                         | Madrid                  |
| 1998 | 110 | Le prophète                        | Meyerbeer    | Jean van der Leyden    | 21 mei 1998       | Wiener Staatsoper                   | Wenen                   |
| 1998 | 111 | Eine Faust Symphonie               | Liszt        | Tenorpartij            | juni 1998         |                                     | Studio                  |
| 1998 | 112 | La Dolores                         | Bretón       | Lázaro                 | juli 1998         |                                     | Studio                  |
| 1999 | 113 | Das Lied von der Erde              | Mahler       | Tenorpartij            | februari 1999     |                                     | Studio                  |
| 1999 | 114 | Misa Tango                         | Bacalov      | Tenorpartij            | februari 1999     |                                     | Studio                  |
| 1999 | 115 | Schoppenvrouw                      | Tsjaikovski  | Hermann                | 18 maart 1999     | Metropolitan Opera                  | New York                |
| 1999 | 116 | Fidelio                            | Beethoven    | Florestan              | juni 1999         |                                     | Studio                  |
| 1999 | 117 | Merlin                             | Albéniz      | King Arthur            | juli 1999         | Orquesta Nacional de España, Madrid | Studio                  |
| 1999 | 118 | Margarita la tornera               | Chapí        | Don Juan de Alarcón    | 11 december 1999  | Teatro Real                         | Madrid                  |
| 2000 | 119 | La Gran Via                        | Chueca       | Caballero de Gracía    | januari 2000      |                                     | Studio                  |
| 2000 | 120 | Die lustige Witwe                  | Lehár        | Danilo                 | 17 februari 2000  | Metropolitan Opera                  | New York                |
| 2000 | 121 | La battaglia di Legnano            | Verdi        | Arrigo                 | 30 juni 2000      | Royal Opera House                   | London                  |
| 2001 | 122 | La Revoltosa                       | Chapí        | Felipe                 | januari 2001      |                                     | Studio                  |
| 2002 | 123 | Sly                                | Wolf-Ferrari | Christopher Sly        | 1 april 2002      | Metropolitan Opera                  | New York                |
| 2003 | 124 | Luisa Fernanda                     | Torroba      | Vidal Hernando         | 18 juni 2003      | Teatro alla Scala                   | Milaan                  |
| 2003 | 125 | Nicholas and Alexandra             | Drattell     | Rasputin               | 14 september 2003 | Los Angeles Opera                   | Los Angeles             |
| 2004 | 126 | Tristan und Isolde                 | Wagner       | Tristan                | december 2004     | EMI Abbey Road Studio 1, Londen     | Studio                  |
| 2005 | 127 | Cyrano de Bergerac                 | Alfano       | Cyrano                 | 13 mei 2005       | Metropolitan Opera                  | New York                |
| 2006 | 128 | The First Emperor                  | Tan          | Emperor Qin            | 21 december 2006  | Metropolitan Opera                  | New York                |
| 2007 | 129 | Iphigénie en Tauride               | Gluck        | Oreste                 | 27 november 2007  | Metropolitan Opera                  | New York                |
| 2008 | 130 | Tamerlano                          | Händel       | Bajazet                | 26 maart 2008     | Teatro Real                         | Madrid                  |

## Belangrijkste operahuis- en festivaldebuten
| Jaar | Operahuis / Festival    | Opera              |
| ---- | ----------------------- | ------------------ |
| 1967 | Hamburgische Staatsoper | Tosca              |
| 1967 | Wiener Staatsoper       | Don Carlos         |
| 1968 | Metropolitan Opera      | Adriana Lecouvreur |
| 1969 | Arena van Verona        | Turandot           |
| 1969 | San Francisco Opera     | La bohème          |
| 1969 | Teatro alla Scala       | Ernani             |
| 1970 | Teatro Real             | La Gioconda        |
| 1970 | Edinburgh Festival      | Missa Solemnis     |
| 1971 | Royal Opera House       | Tosca              |
| 1972 | Bayerische Staatsoper   | La bohème          |
| 1973 | Paris Opéra             | Il trovatore       |
| 1975 | Salzburger Festspiele   | Don Carlos         |
| 1992 | Bayreuther Festspiele   | Parsifal           |

## NPO Radio 2 Top 2000
| Nummer met noteringen in de NPO Radio 2 Top 2000 | '99 | '00 | '01 | '02 | '03 | '04 | '05 | '06 | '07 | '08 | '09 | '10 | '11 | '12 | '13 | '14  | '15  | '16  | '17  | '18  | '19  | '20  | '21  | '22  | '23 | '24  |
| ------------------------------------------------ | --- | --- | --- | --- | --- | --- | --- | --- | --- | --- | --- | --- | --- | --- | --- | ---- | ---- | ---- | ---- | ---- | ---- | ---- | ---- | ---- | --- | ---- |
| Perhaps Love (met John Denver)                   | 543 | 490 | 940 | 774 | 594 | 672 | 703 | 768 | 848 | 713 | 726 | 732 | 808 | 852 | 969 | 1010 | 1124 | 1120 | 1421 | 1326 | 1208 | 1193 | 1174 | 1216 | 971 | 1033 |

1. ↑  Een vetgedrukt getal geeft de hoogste notering aan.